# Josef Wenzel Radetzky von Radetz
Johann Joseph Wenzel Anton Franz Karl Radetzky von Radetz (tjeckiska: Jan Josef Václav hrabě Radecký z Radče), född den 2 november 1766 i Trebnitz (Třebnice) i Böhmen (i dag del av Sedlčany i Tjeckien), död den 5 januari 1858 i Milano, var en böhmisk-österrikisk greve och militär. Dagens historiker ser Radetzky som en av Österrikes mest betydelsefulla militärer under 1800-talet. Under sin samtid var han även mycket omtyckt av sina soldater, vilka kallade honom för "Vater" (svenska: far).

## Biografi
Radetzky föddes den 2 november 1766 på familjegodset Trebnitz i Böhmen. Han inledde sin militära karriär vid 18 års ålder då han skrevs in som kadett vid ett kyrassiärregemente. Två år senare erhöll han officersfullmakt och deltog i österrikisk-turkiska kriget som adjutant hos fältmarskalken Franz Moritz von Lacy. Under franska revolutionskrigen tjänstgjorde Radetzky vid fronten vid Rhen och i Nederländerna. 1799 blev han överste och, efter slaget vid Marengo 1800, regementschef.
Under femte koalitionskriget befordrades Radetzky till fältmarskalklöjtnant, och förde befäl över en division ur den österrikiska 4:e kåren under slaget vid Wagram 1809. Efter krigsslutet utnämndes han till chef för arméns generalstab och deltog som sådan i sjätte koalitionskriget.
1821 blev Radetzky kommendant i Olmütz och utnämndes tio år senare till befälhavare över de österrikiska trupperna i Norditalien. 1836 befordrades han även till fältmarskalk.
Som överbefälhavare i Italien såg Radetzky till att stärka den militära beredskapen och förordade bättre träningsmetoder för trupperna, samt lade ner stora resurser på förstärkandet av fästningarna vid gränsen. 

### Italienska frihetskriget
1848 skakades Italien av en serie uppror som kulminerade i första italienska frihetskriget, då ett flertal italienska stater med kungariket Piemonte-Sardinien i spetsen anföll Österrike. Vid krigsutbrottet befann sig Radetzky i Milano, men tvingades strax därefter utrymma staden. Radetzkys förberedelser hade dock gett resultat och vid krigsutbrottet var han därför redo för strid. 

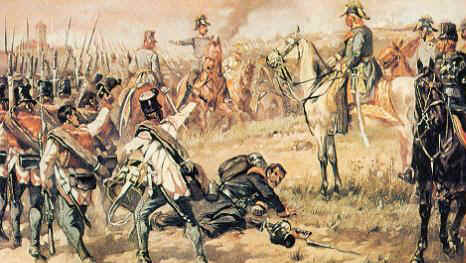
Radetzky hyllas av sina soldater under slaget vid Novara 1849.

Sedan italienarna trängt in i Lombardiet genomförde Radetzky en framgångsrik motoffensiv och besegrade dem i slagen vid Santa Lucia, Curtatone och Custoza, samt intog städerna Vicenza och Palmanova. 
En förnyad sardinsk offensiv hejdades i slaget vid Novara som blev en avgörande seger för österrikarna. Med framgången var kejsardömets ställning i Italien säkrad och den sardinske kungen Karl Albert tvingades gå med på en vapenvila.
Efter krigsslutet samma år lyckades han med viss hårdhet upprätthålla lugnet i provinsen.

### Pensionering och död
1857, vid 90 års ålder, begärde Radetzky slutligen avsked från armén. Han hade då 72 tjänsteår bakom sig, hade tjänat under fem kejsare och deltagit i sjutton fälttåg. Radetzky avled av lunginflammation den 5 januari 1858 och begravdes i Wetzdorf i Nedre Österrike. 

## Eftermäle
Efter sin död hyllades Radetzky på flera sätt. I Prag restes samma år en minnesvård över honom med statyer modellerade av Emanuel von Max. 1892 uppfördes även en ryttarstaty av honom i Wien, utformad av bildhuggaren Caspar von Zumbusch.
Redan 1848 komponerade Johann Strauss den äldre Radetzkymarschen, vilken han tillägnade Radetzky efter dennes framgångar i Italien.

## Utmärkelser
- Riddare av Gyllene skinnets orden[3]
- Sankt Mauritius och Sankt Lazarusorden
- Sankt Ludvigsorden
- Rutkroneorden
- Annunziataorden
- Sankt Georgs heliga militära konstantinska orden
- Sankt Ferdinands Förtjänstorden
- Gregoriusorden
- Sankt Hubertusorden
- Zähringer Löwenorden
- Elefantorden
- Frälsarens orden
- Max-Josefsorden
- Guelferorden
- Württembergska kronorden
- Hessiska Ludvigsorden
- Sankt Alexander Nevskij-orden
- Piusorden
- Järnkroneorden
- Svarta örns orden
- Sankt Annas orden, första klass
- Vita örnens orden
- Storkorset av Leopoldsorden
- Riddare med storkors av Maria-Teresiaorden[3]
- Riddare av Sankt Alexander Nevskij-orden
- Militärförtjänstkorset
- Sankt Vladimirs orden, första klassen
- Georgsorden, tredje klass
- Maria-Teresiaorden
- Sankt Stefansorden
- Andreasorden
- Gyllene skinnets orden
- Första klassen av Röda örns orden
- Storkors av Toskanska Sankt Josefsorden
- Georgsorden, första klass

[Redigera Wikidata]

## Bilder

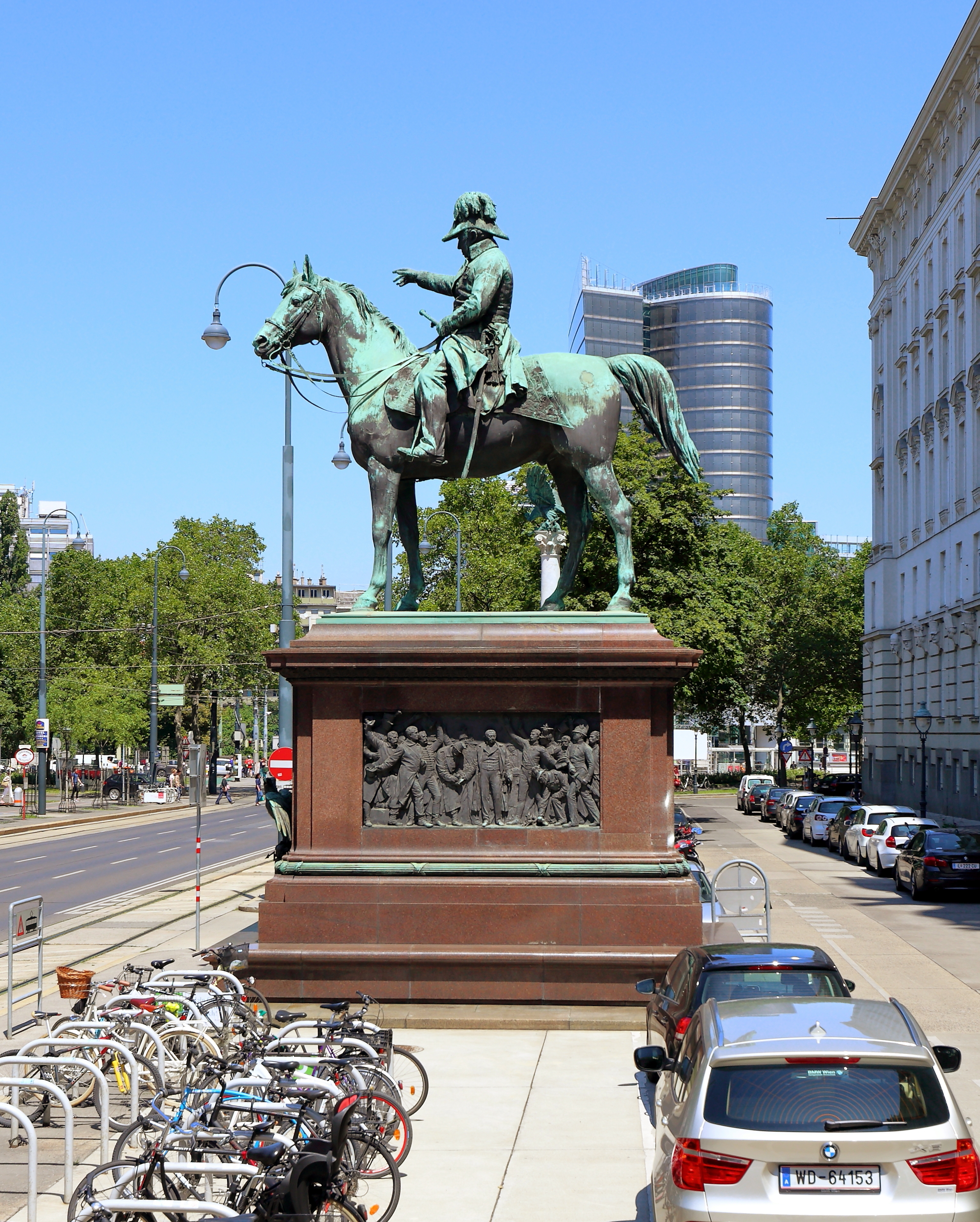
Ryttarstaty av Radetzky framför det tidigare krigsministeriet i Wien. Statyn utformades av bildhuggaren Caspar von Zumbusch och uppfördes ursprungligen 1892.
Radetzky till häst under kriget i Italien.
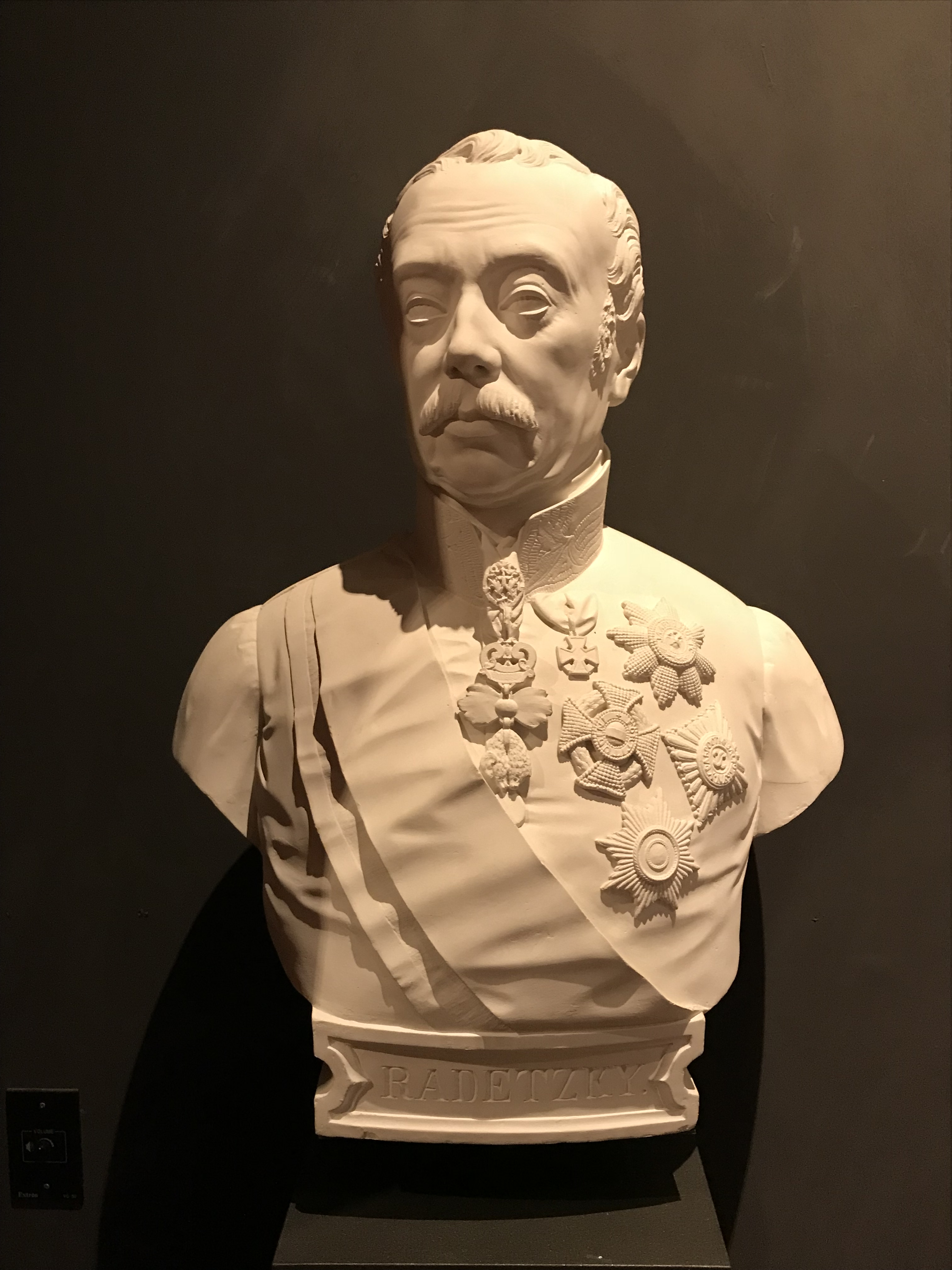
Byst av Radetzky utställd på Risorgimentomuseet i Milano.
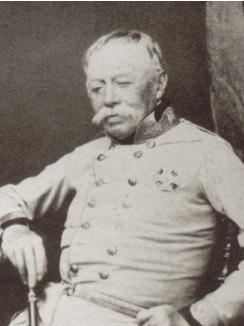
Fotografi taget av Radetzky vid 89 års ålder 1856.
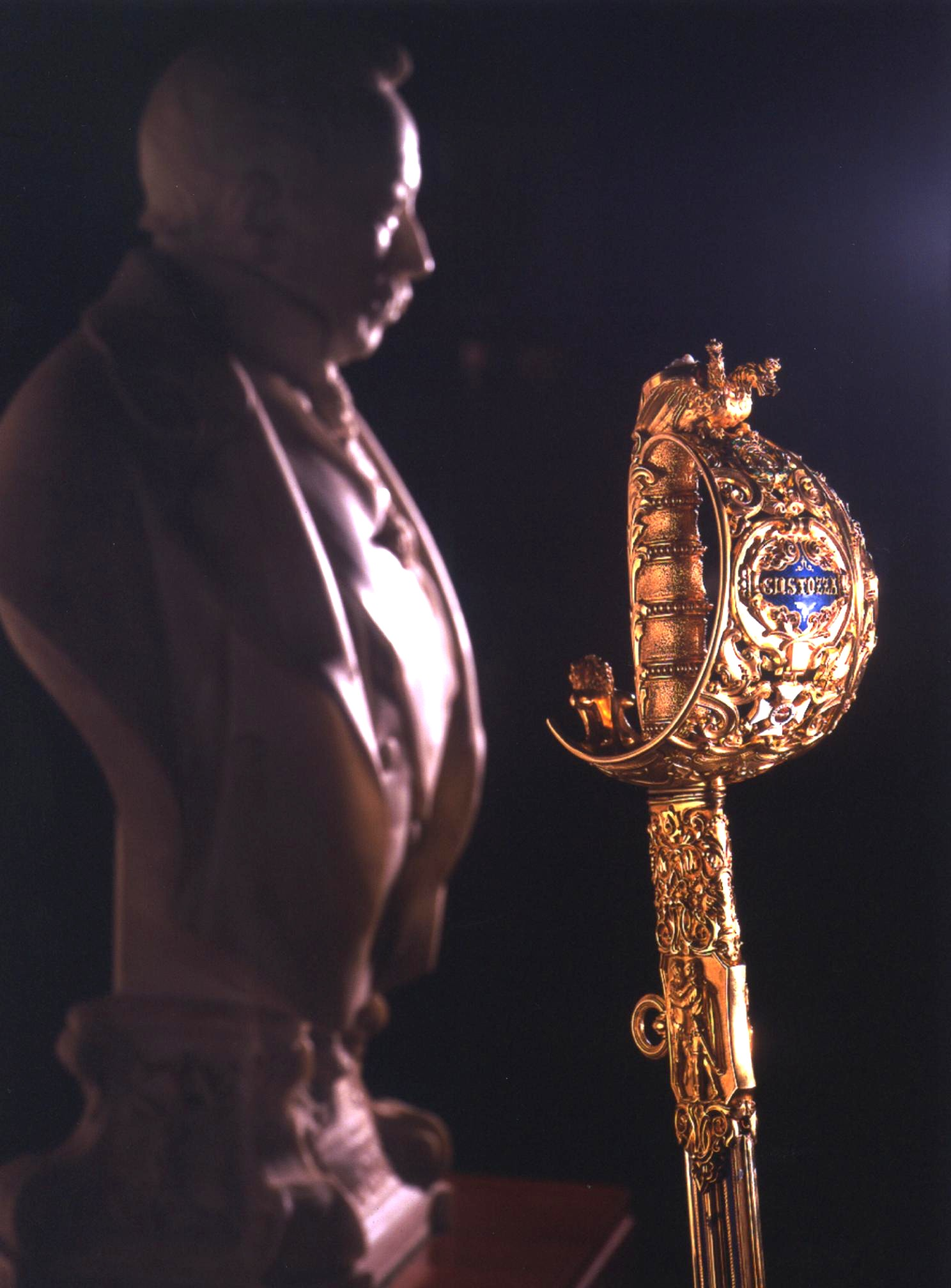
Byst av Radetzky vid sidan av hans hederssabel, Militärhistoriska museet, Wien.